# Arteche
Arteche é um município de  terceira classe de renda municipal (d) na província Samar Oriental, nas Filipinas. De acordo com o censo de 1 de maio  de  2020 possui uma população de 16 360 pessoas e 3 908 domicílios.